# Pseudopaludicola pusilla
The Ranita Enana (Pseudopaludicola pusilla) là một loài ếch thuộc họ Leptodactylidae.
Loài này có ở Colombia và Venezuela.
Môi trường sống tự nhiên của chúng là rừng khô nhiệt đới hoặc cận nhiệt đới, rừng ẩm vùng đất thấp nhiệt đới hoặc cận nhiệt đới, xavan khô, xavan ẩm, vùng cây bụi khô khu vực nhiệt đới hoặc cận nhiệt đới, đồng cỏ khô nhiệt đới hoặc cận nhiệt đới vùng đất thấp, sông có nước theo mùa, đầm nước ngọt, đầm nước ngọt có nước theo mùa, và vùng đồng cỏ.